# فؤاد علي مخيمر
فؤاد علي مخيمر (1358- 1423 هـ / 1939- 2002 م) عالم إسلامي وداعية مصري، وباحث لغوي، وأستاذ جامعي، له مؤلفات في اللغة والسنَّة النبوية والدعوة.

## سيرته
ولد فؤاد علي مخيمر بقرية كوم حلين بمحافظة الشرقية، في ربيع الأول 1358هـ الموافق 5 مايو 1939م. أتم حفظ القرآن الكريم في الثانية عشرة من عمره على يد شيخه غنيمي بدار، وأتم تعليمه بالأزهر حتى حصل على شهادة (ليسانس) بتقدير جيد جدًّا مع مرتبة الشرف الأولى عام 1973م. 
ابتدأ حياته العملية مدرِّسًا بمعهد الزقازيق الديني في أول أكتوبر 1973م، وما لبث أن حصل على شهاد (ماجستير) من شعبة اللغويات، عنوان رسالته "المسائل النحوية والصرفية من الجزء السابع من لسان العرب لابن منظور". وعُين مدرسًا بالكلية عام 1975م، ثم حصل على شهادة (دكتوراه) في اللغويات من كلية اللغة العربية عام 1979م، في تحقيق جزء من كتاب "الفريد في إعراب القرآن المَجيد"، للمُنتَجَب الهَمَذاني (ت 643 هـ). ثم نال درجة الأستاذية في اللغة العربية وآدابها عام 1990م.
عمل مخيمر رئيسًا عامًّا للجمعية الشرعية لتعاون العاملين بالكتاب والسنَّة المحمَّدية، ونالت في عهده الجمعية جائزة الملك فيصل العالمية لخدمة الإسلام، كما كان للدكتور مخيمر جهودٌ واضحة في التدريس والدعوة إلى الله، والإفتاء والبحث العلمي، وله جهودٌ مشكورة في خدمة القضية الفلسطينية. 

## مؤلفاته
1. قبَسات من المنهج التربوي في السنَّة، في 8 أجزاء.
2. السنَّة والبدعة بين التأصيل والتطبيق.
3. الشباب وقضايا العصر.
4. فلسفة عبد القاهر الجرجاني النحوية في دلائل الإعجاز.
5. النحو منهجًا وتطبيقًا، في 4 أجزاء.

## وفاته
توفي مخيمر يوم السبت 14 صفر 1423 هـ الموافق 27 أبريل 2002م بعد معاناة طويلة مع المرض، ودُفن حيث وُلِد بقرية كوم حَلّين.